# Kevin Carabantes
Kevin Edenilson Carabantes Rivera (ur. 20 marca 1995 w Chalatenango) – salwadorski piłkarz występujący na pozycji bramkarza, reprezentant Salwadoru, od 2020 roku zawodnik FAS.